# Sunmi
Dans ce nom coréen, le nom de famille, Lee, précède le nom personnel.
Lee Sunmi (coréen : 이선미, hanja : 李善美; née le 2 mai 1992), communément connue sous son nom de scène Sunmi (coréen : 선미), est une chanteuse, auteur-compositrice et danseuse sud-coréenne. Elle a débuté en 2007 au sein du girl group sud-coréen Wonder Girls. Elle quittera le groupe en 2010 pour poursuivre ses études. Après 3 ans de pause, Sunmi reprend sa carrière et revient en solo avec l'album Full Moon faisant ainsi rentrer ses 2 singles "24 Hours" et "Full Moon" dans le Gaon Digital Chart.
En 2015, une annonce informant du retour de Sunmi au sein des Wonder Girls est faite par l'agence. Le groupe se séparera en 2017 à la suite de quoi Sunmi quitta JYP Entertainment et rejoignit MAKEUS Entertainment (maintenant connu sous le nom de ABYSS Company). Elle sortit le single à succès Gashina. Elle revint en 2018 avec son premier album Warning, dans lequel les chansons Heroine et Siren sont incluses.

## Biographie

### Jeunesse
Sunmi est née le 2 mai 1992 à Iksan, Nord de Jeolla, Corée du Sud  Elle a fréquenté l'école primaire de Hwangnam, le collège et lycée de Chungdam. Plus tard elle se spécialisera en théâtre musical à l'université de Dongguk.
Sunmi a révélé lors d'un épisode de 2018 de «Talkmon» qu'elle avait décidé de devenir une célébrité à l'âge de 12 ans après que son père ait été admis à l'hôpital en raison de graves complications de tuberculose. Elle a été inspirée par BoA qui a fait ses débuts à l'âge de 13 ans, et c'était pour elle "le moyen le plus rapide de gagner de l'argent" afin de prendre soin de sa mère et de ses deux jeunes frères. Elle est allée à Séoul pour auditionner et est devenue stagiaire chez JYP Entertainment à 14 ans, cependant son père décéda trois mois avant ses débuts avec les Wonder Girls. Plus tard, elle a pris le nom de famille de son beau-père Lee pendant ses études universitaires et a fusionné son prénom et son nom d'origine, devenant Lee Sunmi.

### Carrière

#### 2006 – 2012: Débuts et hiatus
En mai 2006, Sunmi est révélée comme la quatrième membre des Wonder Girls, un girls band dirigé par JYP Entertainment. Le groupe a débuté avec le single «Irony», le 13 février 2007 et a rapidement gagné en popularité avec les titres "Tell Me", "So Hot" et "Nobody" sortis dans les deux ans qui ont suivi les débuts du groupe. En 2009 Sunmi a participé avec le groupe à des activités américaines, en tournée aux côtés des Jonas Brothers, sous le surnom de Mimi.
En janvier 2010, leur agence a annoncé que Sunmi va mettre sa carrière musicale de côté pour continuer ses études, mais qu’elle continuera les promotions avec le groupe jusqu’en février. Le 13 janvier 2012, un représentant de JYP Entertainment déclare "Sunmi est restée au sein de l'entreprise et continue d'améliorer ses talents musicaux." JYP Entertainment a déclaré plus tard qu'il n'y avait pas de plans pour que Sunmi revienne, ni qu'elle revienne en tant que membre de Wonder Girls.

#### 2013 à 2016: Débuts solo avec24 Hourset retour des Wonder Girls
En août 2013, il est annoncé qu’elle reviendra comme artiste solo. Sunmi fait ses débuts solo officiels le 22 août dans l'émission M! Countdown de  Mnet. Son premier single "24 Hours" sorti le 26 août 2013 a réalisé un all-kill dans les charts musicaux. Par la suite, le 17 février 2014 son premier mini-album (EP) Full Moon vit le jour avec la chanson promotionnel portant le même nom. Ce dernier a atteint la 2e place des Gaon Digital Chart et la 3eme place aux Billboard K-pop Hot 100. "Full Moon" a été salué pour son innovation, et pour l'interprétation élégante et sexy de Sunmi.
Le 24 juin 2015, JYP Entertainment annonce que Sunmi va revenir dans Wonder Girls pour leur retour en tant que quatuor. Le groupe fait son retour avec un concept "band", Sunmi aura le rôle de bassiste. Le 3 août le groupe sort l'album Reboot. Sunmi a participé à l’écriture et à la production de trois pistes de l’album.
En 2016, Sunmi a de nouveau participé à la composition et la production de deux chansons pour le retour des Wonder Girls, ces chansons sont présentes sur le single album "Why So Lonely", dont la chanson titre porte le même nom.

#### 2017 – présent: Départ de JYP Entertainment,Warninget tournée mondiale
Le 26 janvier 2017, il est annoncé que Yeeun et Sunmi ont décidé de ne pas renouveler leur contrat avec JYP Entertainment causant la séparation des Wonder Girls. Le groupe a sorti son dernier single "Draw Me", le 10 février; cela a aussi servi à célébrer les dix ans de carrière du groupe,.
En mars de la même année, Sunmi signe avec l'agence Makeus Entertainment et sortit, le 23 août 2017, le single "Gashina", produit par Teddy Park de The Black Label,. La chanson se place à la 2e place des Gaon Digital Chart avant de figurer en tête du classement la semaine suivante, et a été nommée troisième meilleure chanson k-pop de 2017 par Billboard.

Sunmi fera son retour avec un single intitulé "Heroine" le 18 janvier 2018, la chanson sera accusée de plagiat. Elle a décrit le single comme une préquelle de "Gashina". Le 4 septembre, Sunmi a sorti son deuxième EP intitulé Warning avec le titre "Siren" qui conclut la trilogie précédemment commencée avec "Gashina". La chanson fit un all-kill dans 6 classements musicaux coréens. Warning a été nommé troisième meilleur album k-pop de 2018 par Billboard et Bravo,. La chanson "Addict", également dans l'album, a été classée à la 8e place des meilleures b-side k-pop de l'année par MTV.

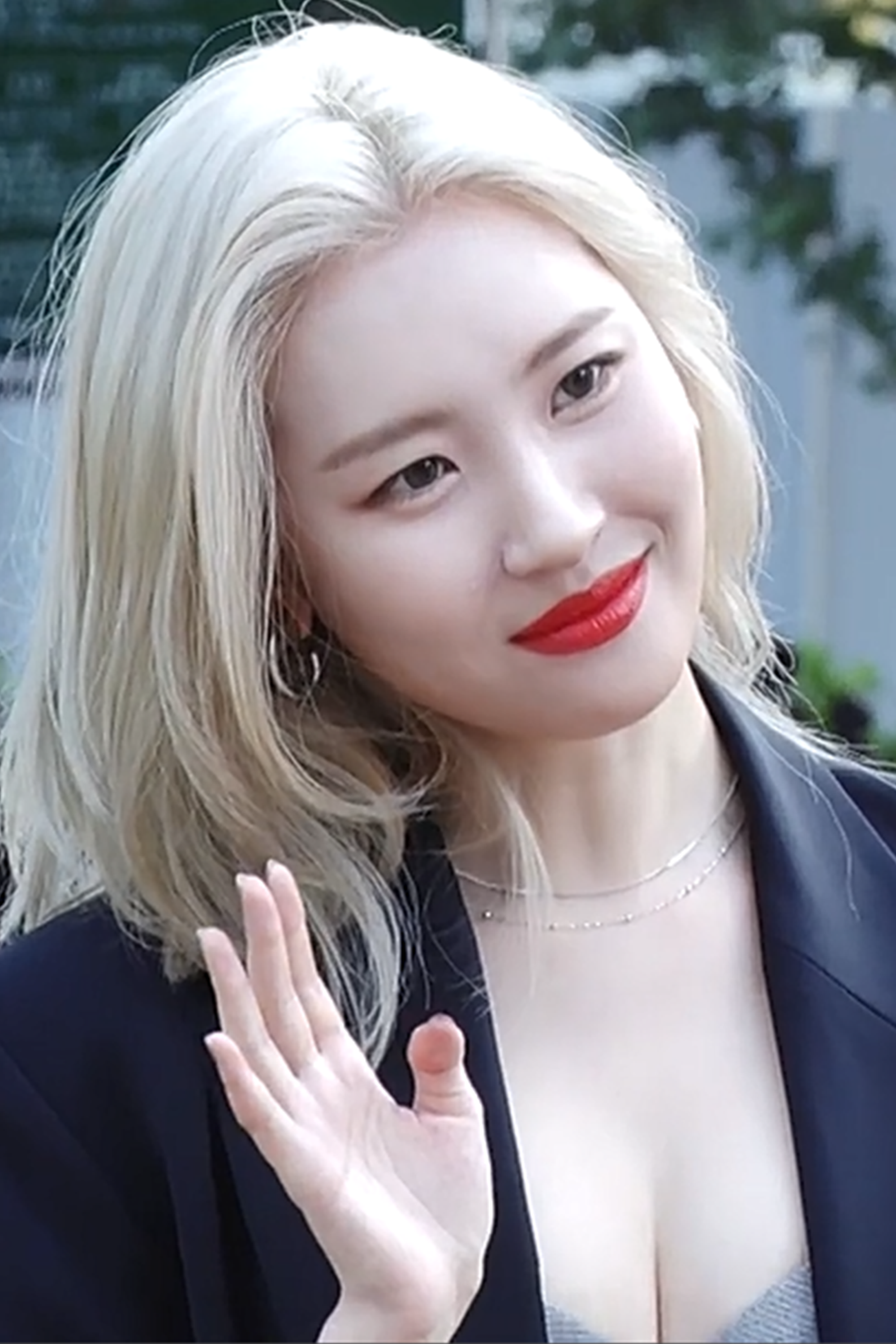
Sunmi en 2019, lors de la promotion de Lalalay

Le 6 janvier 2019, MakeUs Entertainment annonce les dates et villes de la première tournée mondiale "SUNMI THE 1ST WORLD TOUR ‘WARNING’". Elle s'est produite dans 18 villes d'Asie, d'Amérique et d'Europe. Au milieu de la tournée, le 4 mars 2019, Sunmi a sorti un single intitulé "Noir". Après avoir terminé la tournée mondiale, elle a sorti son single "Lalalay" le 27 août 2019.
Le 6 février 2020, Sunmi dévoile le single digital "Gotta Go", la chanson sera utilisée pour l'OST de la webserie "XX". Deux jours après, une vidéo performance a été publiée et devint l'une des vidéos les plus populaires de la chaîne en ayant dépassé les 4M de vues dans les jours qui suivirent.
En Mai, Sunmi annonce son retour pour fin Juin, c'est ainsi que le 29 Juin 2020 elle dévoila son nouveau single "Pporappippam",. Le 22 Juillet elle est sélectionnée comme modèle exclusive du jeu 요괴미식가 (version coréenne de "Yokai Kitchen"). En Août, un clip vidéo pour la chanson "Borderline" est finalement publié, Sunmi avait dévoilé cette chanson lors de sa tournée mondiale mais aucune version digitale n'était sortie auparavant,. Le 12 Août, J.Y. Park sortira "When We Disco" en duo avec Sunmi. Elle apparaitra également en featuring dans la chanson "Oh Yeah" issue de l'album "My Fuxxxxx Romance" de son collègue Park Won.
Sunmi sortit un nouveau single, "TAIL", en Février 2021 qui comporte deux nouvelles chansons dont la chanson titre portant le même nom que le single. Il ne lui faudra pas longtemps pour revenir sur scène, 6 mois après la sortie de son dernier titre, Sunmi annonce son retour pour le 6 Août 2021 avec son 3e mini-album "1/6" comportant la chanson titre "You Can't Sit With Us" ainsi que 4 chansons inédites et sa chanson "Borderline" qui a été réarrangée pour l'occasion.

## Identité musicale

### Style musical et thèmes:Sunmi-pop
Sunmi est connue dans l'industrie de la K-pop pour avoir créé son propre style musical appelé "Sunmi-pop",,. Elle conserve les influences fondamentales de la K-pop telles que la Pop, le Rock, le Jazz, l'EDM, la musique traditionnelle coréenne ainsi que des éléments rétro et city pop mélangés à l'identité musicale définie par Sunmi.
Le concept de "Sunmi-pop" a été mentionné pour la première fois par Sunmi dans l'émission "Yu Hee Yeol's Sketchbook" au début de l'année 2018. Plus tard dans l'année, lors d'une interview de 1TheK publiée sur YouTube en Septembre 2018, elle a révélé une fois de plus que son objectif personnel était de créer son propre style de musique portant son nom et son identité.L'interview a été publiée à un moment qui coïncidait avec la sortie de Warning (qui est son premier Extended Play depuis son changement d'agence) et elle a qualifié cet EP comme un "tremplin à partir duquel elle peut construire son propre style de musique".
Cinq mois plus tard, une semaine avant la sortie de son single "Noir", elle mentionna une fois de plus son objectif personnel lors d'une interview pour Billboard Korea, espérant que son style musical deviendrait quelque chose qui puisse inspirer d'autres artistes,. Après la sortie de son single "Noir", les fans de K-pop du monde entier ont commencé à reconnaître la propre identité musicale de Sunmi en utilisant pour la première fois le terme "Sunmi-pop", cependant le terme n'est devenu plus courant sur les réseaux sociaux qu'après que les fans de Sunmi ont répondu avec ce terme à un tweet publié par Sunmi elle-même. Même si le tweet lui-même ne faisait pas mention de ce terme, le soutien des fans a permis, en Mai 2019, aux médias et aux acteurs de l'industrie coréennes de reconnaître officiellement le mot "Sunmi-pop" et de l'utiliser dans des articles et des émissions de variétés pour la première fois afin de décrire la musique de Sunmi, écrivant qu'elle a créé son propre style en mettant en œuvre ses capacités d'auto-écriture, auto-composition et à imaginer ses performances,.
Le 30 Mai 2019, à Londres, juste avant de monter sur scène pour la première date de l'étape européenne du "WARNING World Tour", un journaliste du média coréen Yonhap News a fait savoir à Sunmi qu'un terme pour décrire son style musical avait déjà été inventé sous le nom de "Sunmi-pop". Ainsi, le mot "Sunmi-pop" a gagné son officialité et le 21 Août 2019, son agence ABYSS Company (anciennement MAKEUS Entertainment) a également reconnu le terme inventé après avoir partagé un article de NAVER News qui contenait une section "Sunmi genre, Sunmi-Pop" en prévision de son retour sur la scène musicale avec la chanson "LALALAY",.

#### Caractéristiques de laSunmi-pop
La principale caractéristique de la Sunmi-pop est définie par les émotions que les chansons véhiculent et provoquent chez l'auditeur. Selon Sunmi : "il y a toujours une émotion un peu triste qui imprègne ma musique peu importe à quel point je chante la chanson joyeusement" et "c'est énergique et heureux mais avec un sentiment de tristesse",. Les chansons du style Sunmi-pop présentent des rythmes de danse entraînants avec des paroles marquées par des métaphores et des doubles significations qui dissimulent un léger sentiment de cynisme.
Plus en détail, depuis "Gashina", les chansons titre de Sunmi ont présenté des significations doubles et des jeux de mots dans le titre de la chanson tels que "Siren", qui exprime à la fois un son d'alerte et la figure mythologique de la sirène,. "LALALAY" elle fait référence à l'acte de voler [comme un papillon] et au mot "nallari" (날라리) qui signifie «punk» ou «fêtard» en coréen. De plus, les chansons  "Gashina", "Heroine", "Siren", "Black Pearl", "Curve", "LALALAY" et "TAIL" présentent toutes des métaphores dans les paroles définissant ainsi le style d’expression de Sunmi. Bien que les chansons du style Sunmi-pop présentent principalement un rythme excitant et joyeux, Sunmi a partagé que ses paroles sont souvent imprégnées d'un sentiment de cynisme en raison du fait que, dans sa vraie vie, en tant que célébrité, elle ne peut pas toujours exprimer ses vrais sentiments.Les métaphores, les jeux de mots et les doubles significations sont souvent exprimés à travers des chorégraphies qui elles-mêmes ornent le style musical de Sunmi et complètent son travail.
Bien que la Sunmi-pop ne soit pas réduite à un seul style ou genre de musique, des éléments électro-pop et rétro sont souvent associés aux chansons de Sunmi. La raison pour laquelle ces éléments émergent se trouve dans les racines [musicales] de Sunmi en tant que membre des Wonder Girls et dans son séjour aux États-Unis. Sunmi a déclaré dans une récente interview que le producteur J. Y. Park voulait qu'elle et les autres membres "élargissent leur compréhension des différents styles de musique de différentes époques" en se concentrant particulièrement sur les concepts rétro et les artistes de Motown, qu'elle a fini par aimer,. Dans une interview à Billboard, elle a révélé: "Personnellement, j'aime la musique des années 70, 80 et 90, alors j'essaie de trouver des instruments et des sons qui évoquent ces périodes et les intègre dans ma musique".
La Sunmi-pop est également considérée par Sunmi comme une combinaison de musique populaire et d'identité. Dans le numéro d’avril 2021 de L’Officiel Singapore, Sunmi expliquait : "J’essaie toujours de trouver des moyens amusants et faciles d’approcher un large éventail de personnes, tout en gardant les émotions originales en moi". Alors que son esthétique ou ses thématiques sont considérés comme "particulier" son objectif est de rester dans le monde de la musique populaire.
Un autre élément clé de la Sunmi-pop est le dynamisme. Depuis la sortie de "Gashina" en 2017, le style musical de Sunmi n'a cessé d'évoluer en montrant une gamme différente de thèmes, d'esthétiques et de sons : du son traditionnel de "LALALAY" réalisé par le taepyeongso (instrument traditionnel coréen) à l'esthétique rêveuse de "pporappippam" au décor sombre et expressif de "TAIL", Sunmi a partagé son souhait de vouloir essayer de nouvelles idées à chaque fois, comme travailler avec d'autres producteurs et utiliser leurs créations, et explorer de nouveaux genres.

## Discographie

### Mini-albums
| Titre     | Date de sortie   | Label                | Formats                      | Meilleurs classements | Meilleurs classements | Ventes                |
| Titre     | Date de sortie   | Label                | Formats                      | COR                   | US World              | Ventes                |
| --------- | ---------------- | -------------------- | ---------------------------- | --------------------- | --------------------- | --------------------- |
| Full Moon | 17 février 2014  | JYP Entertainment    | CD, téléchargement numérique | 12                    | 12                    | - COR : plus de 5,394 |
| Warning   | 4 septembre 2018 | MakeUs Entertainment | CD, téléchargement numérique | 9                     | —                     | - COR : 8,455         |
| 1/6       | 6 août 2021      | ABYSS Company        | CD, téléchargement numérique | À venir               | À venir               | À venir               |

### Singles
| Titre | Année              | Meilleurs classements | Meilleurs classements | Meilleurs classements | Meilleurs classements | Ventes (DL)                   | Album              |
| Titre | Année              | COR                   | COR Hot.              | CHN                   | US World              | Ventes (DL)                   | Album              |
| En tant qu’artiste | En tant qu’artiste | En tant qu’artiste    | En tant qu’artiste    | En tant qu’artiste    | En tant qu’artiste    | En tant qu’artiste            | En tant qu’artiste |
| --- | ------------------ | --------------------- | --------------------- | --------------------- | --------------------- | ----------------------------- | ------------------ |
| 24 Hours (24시간이 모자라) | 2013               | 2                     | 3                     | NC                    | —                     | COR : 763,750                 | Full Moon          |
| Full Moon (featuring Lena) | 2014               | 2                     | 3                     | NC                    | 13                    | - COR : 894,993               | Full Moon          |
| Gashina (가시나) | 2017               | 1                     | 2                     | —                     | 3                     | - COR : 1,190,389 - US: 1,000 | Warning            |
| Heroine (주인공) | 2018               | 2                     | 2                     | —                     | 3                     | - US : 2,000                  | Warning            |
| Siren (사이렌) | 2018               | 1                     | 1                     | 32                    | 5                     | NC                            | Warning            |
| Noir (누아르) | 2019               | 8                     | 9                     | NC                    | NC                    | NC                            | Single hors album  |
| Lalalay (날라리) | 2019               | 8                     | 1                     | 22                    | 4                     | US : 1,000                    | Single hors album  |
| Pporappippam (보라빛 밤) | 2020               | 5                     | 4                     | 15                    | NC                    | NC                            | Single hors album  |
| When We Disco (duo avec J. Y. Park) | 2020               | 3                     | 2                     | NC                    | NC                    | NC                            | J.Y. Park Best     |
| Tail (꼬리) | 2021               | 22                    | 14                    | NC                    | NC                    | NC                            | Tail               |
| Collaborations |                    |                       |                       |                       |                       |                               |                    |
| You (B1A4 featuring Sunmi) | 2014               | 63                    | 91                    | NC                    | —                     | NC                            | Solo Day           |
| "Oh Yeah"(Park Won featuring Sunmi) | 2020               | —                     | —                     | —                     | —                     | —                             | My Fuxxxxx Romance |
| OST |                    |                       |                       |                       |                       |                               |                    |
| Gotta Go (가라고) | 2020               | 123                   | 65                    | NC                    | NC                    | NC                            |                    |
| Autres chansons classées |                    |                       |                       |                       |                       |                               |                    |
| Burn | 2014               | 159                   | NC                    | NC                    | NC                    | —                             | Full Moon          |
| Who Am I (feat. Yubin de Wonder Girls) | 2014               | 112                   | NC                    | NC                    | NC                    | —                             | Full Moon          |
| Stopped Time (feat. Jackson de Got7) | 2014               | 100                   | NC                    | NC                    | NC                    | —                             | Full Moon          |
| If That Was You | 2014               | 118                   | NC                    | NC                    | NC                    | —                             | Full Moon          |
| What The Flower | 2021               | —                     | NC                    | NC                    | NC                    | —                             | Tail               |
| "—" signifie que le titre ne s'est pas classé ou n'est pas sorti dans cette région. Note : le Billboard Korea K-Pop Hot 100 a été introduit en août 2011 et a été discontinu en juillet 2014. |                    |                       |                       |                       |                       |                               |                    |

### Single digitaux
| Titre                                                                               | Détails                                                                                                  | Meilleurs classements | Ventes      |
| Titre                                                                               | Détails                                                                                                  | COR,                  | Ventes      |
| ----------------------------------------------------------------------------------- | --- | --------------------- | ----------- |
| Gashina (가시나)                                                                    | - Date de sortie : 22 Août 2017 - Labels : Makeus Entertainment, The Black Label - Formats : CD, digital | 16                    | COR : 2,954 |
| Tail (꼬리)                                                                         | - Date de sortie : 23 Fevrier 2021 - Label : Abyss Company - Format : Digital                            | —                     | —           |
| "—" signifie que le titre ne s'est pas classé ou n'est pas sorti dans cette région. | |                       |             |

### Crédits d’écriture et de composition
| Année | Album              | Artiste      | Chanson                | Paroles  | Paroles                               | Musique  | Musique                               |
| Année | Album              | Artiste      | Chanson                | Créditée | Avec                                  | Créditée | Avec                                  |
| ----- | ------------------ | ------------ | ---------------------- | -------- | ------------------------------------- | -------- | ------------------------------------- |
| 2015  | Reboot             | Wonder Girls | "Rewind"               | Oui      | Ju Hyo, Lee Toyo et Kim Yubin         | Oui      | Ju Hyo et Lee Toyo                    |
| 2015  | Reboot             | Wonder Girls | "Back"                 | Oui      | Woo Hyerim et Kim Yubin               | Oui      | Woo Hyerim et Kim Yubin               |
| 2015  | Reboot             | Wonder Girls | "Faded Love"           | Oui      | Shim Eun-ji                           | Oui      | Shim Eun-ji                           |
| 2016  | Why So Lonely      | Wonder Girls | "Why So Lonely"        | Oui      | Woo Hyerim, Kim Yubin et Hong Ji-sang | Oui      | Woo Hyerim, Kim Yubin et Hong Ji-sang |
| 2016  | Why So Lonely      | Wonder Girls | "To The Beautiful You" | Oui      | Kim Yubin, Woo Hyerim et Frants       | Oui      | Kim Yubin, Woo Hyerim et Frants       |
| 2017  | Warning            | Sunmi        | "Gashina"              | Oui      | Teddy, 24 et Joe Rhee                 | Non      | Teddy, 24 et Joe Rhee                 |
| 2018  | Warning            | Sunmi        | "Heroine"              | Oui      | Teddy                                 | Non      | Teddy et 24                           |
| 2018  | Warning            | Sunmi        | "Siren"                | Oui      | NC                                    | Oui      | Frants                                |
| 2018  | Warning            | Sunmi        | "Addict"               | Oui      | NC                                    | Oui      | Frants                                |
| 2018  | Warning            | Sunmi        | "Curve"                | Oui      | NC                                    | Non      | Kriz et Tomoko Ida                    |
| 2018  | Warning            | Sunmi        | "Black Pearl"          | Oui      | NC                                    | Oui      | Frants                                |
| 2018  | Warning            | Sunmi        | "Secret Tape"          | Oui      | NC                                    | Oui      | Frants                                |
| 2019  | Singles hors album | Sunmi        | "Noir"                 | Oui      | NC                                    | Oui      | El Capitxn                            |
| 2019  | Singles hors album | Sunmi        | "Lalalay"              | Oui      | NC                                    | Oui      | Frants                                |
| 2020  | XX OST Part 1      | Sunmi        | "Gotta Go"             | Oui      | NC                                    | Oui      | Frants                                |
| 2020  | Singles hors album | Sunmi        | "Pporappippam"         | Oui      | NC                                    | Oui      | Frants                                |
| 2021  | Tail               | Sunmi        | "Tail"                 | Oui      | NC                                    | Oui      | Frants                                |
| 2021  | Tail               | Sunmi        | "What The Flower"      | Oui      | NC                                    | Oui      | Hong So-jin                           |

## Filmographie

### Séries télévisées
| Année | Titre                     | Chaîne  | Rôle      | Note(s)           |
| ----- | ------------------------- | ------- | --------- | ----------------- |
| 2015  | The Producers             | KBS2    | Elle-même | Caméo (épisode 3) |
| 2018  | YG Future Strategy Office | Netflix | Elle-même | Caméo (épisode 4) |

### Émissions de variétés
| Année     | Titre                         | Chaîne           | Rôle      | Note(s)                                      |
| --------- | ----------------------------- | ---------------- | --------- | -------------------------------------------- |
| 2006–2009 | MTV Wonder Girls              | MTV              | Elle-même |                                              |
| 2009      | Welcome to Wonderland         | Mnet             | Elle-même |                                              |
| 2014      | Fashion King Korea            | SBS TV           | Elle-même | Participante (saison 2)                      |
| 2015      | Let's Go Dream Team! Season 2 | KBS2             | Elle-même |                                              |
| 2015      | You Hee-yeol's Sketchbook     | KBS2             | Elle-même | Épisode 285 avec les membres de Wonder Girls |
| 2017      | Weekly Idol                   | MBC              | Elle-même | Épisode 317                                  |
| 2017      | Knowing Bros                  | JTBC             | Elle-même | Épisode 104                                  |
| 2017      | The Return of Superman        | KBS2             | Elle-même | Épisode 205                                  |
| 2018      | Miyane Cam saison 1           | YouTube          | Elle-même |                                              |
| 2018      | Secret Unnie                  | JTBC             | Elle-même | Épisodes 3 à 9 et 16                         |
| 2018      | Running Man                   | SBS TV           | Elle-même | Épisode 416                                  |
| 2018      | Miyane Cam saison 2           | YouTube          | Elle-même |                                              |
| 2019      | Miyane Cam saison 3           | YouTube          | Elle-même |                                              |
| 2019      | Radio Star                    | MBC              | Elle-même | Épisode 633                                  |
| 2019      | Running Man                   | SBS TV           | Elle-même | Épisode 466                                  |
| 2020      | Miyane Cam saison 4           | YouTube          | Elle-même |                                              |
| 2020      | RReal World                   | YouTube          | Elle-même |                                              |
| 2020      | Get It Beauty                 | YouTube          | Elle-même |                                              |
| 2020      | Jessi Showterview             | YouTube          | Elle-même | Épisode 18                                   |
| 2020      | Running Girls                 | Mnet             | Elle-même |                                              |
| 2020      | Sunmine Videogage             | SBS TV           | Elle-même | Présentatrice                                |
| 2020      | Radio Star                    | MBC              | Elle-même | Épisode 681                                  |
| 2020      | Knowing Bros                  | JTBC             | Elle-même | Épisode 238                                  |
| 2020      | Sunmi Rec Code                | YouTube          | Elle-même |                                              |
| 2020      | DUCK-Cloud                    | VLIVE            | Elle-même |                                              |
| 2020      | Delicious rendezvous          | SBS TV           | Elle-même | Épisode 39 et 40                             |
| 2020      | Sing Again                    | JTBC             | Elle-même | Membre du jury                               |
| 2020      | [miya-ind]                    | Weverse, YouTube | Elle-même |                                              |
| 2020      | Running Man                   | SBS TV           | Elle-même | Épisode 510                                  |
| 2020      | Don't be Jealous              | MBC              | Elle-même | Épisode 16 (réunion des Wonder Girls)        |
| 2021      | You Hee-yeol's Sketchbook     | KBS2             | Elle-même | Épisode 532                                  |
| 2021      | Amazing Saturday              | tvN              | Elle-même | Épisode 150                                  |
| 2021      | Girls Planet 999              | Mnet             | Elle-même | Master/Mentor                                |

## Tournée mondiale

### Sunmi the 1st World Tour:Warning
| Date            | Pays         | Vile          | Salle                           |
| Asie            | Asie         | Asie          | Asie                            |
| --------------- | ------------ | ------------- | ------------------------------- |
| 24 février 2019 | Corée du Sud | Séoul         | Yes24 Hall                      |
| Amérique        |              |               |                                 |
| 6 mars 2019     | États-Unis   | San Francisco | Regency Ballroom                |
| 7 mars 2019     | États-Unis   | Los Angeles   | The Fonda Theatre               |
| 10 mars 2019    | États-Unis   | Seattle       | Showbox SoDo                    |
| 11 mars 2019    | Canada       | Vancouver     | Vogue Theatre                   |
| 13 mars 2019    | Canada       | Calgary       | The Palace Theatre              |
| 15 mars 2019    | États-Unis   | New York      | The Town Hall                   |
| 16 mars 2019    | Canada       | Toronto       | Queen Elizabeth Theatre         |
| 18 mars 2019    | États-Unis   | Washington    | Lincoln Theatre                 |
| 21 mars 2019    | Mexique      | Mexico        | Auditorio Blackberry            |
| Asie            |              |               |                                 |
| 13 avril 2019   | Hong Kong    | Hong Kong     | KITEC Star Hall                 |
| 10 mai 2019     | Taïwan       | Taipei        | Taiwan University Sports Centre |
| 23 mai 2019     | Japon        | Tokyo         | Tsutaya O-East                  |
| Europe          |              |               |                                 |
| 30 mai 2019     | Royaume-Uni  | Londres       | Indigo at The O2                |
| 2 juin 2019     | Pologne      | Varsovie      | Progresja                       |
| 4 Juin 2019     | Pays-Bas     | Amsterdam     | Q-Factory                       |
| 6 Juin 2019     | Allemagne    | Berlin        | Huxley's Neue Welt              |
| 7 Juin 2019     | France       | Paris         | La Cigale                       |
| Asie (Encore)   |              |               |                                 |
| 15 Juin 2019    | Corée du Sud | Séoul         | Yes24 Hall                      |

## Récompenses et nominations
| Année | Cérémonie                          | Catégorie                            | Travail nommé | Résultat   |
| ----- | ---------------------------------- | ------------------------------------ | ------------- | ---------- |
| 2013  | 15e Mnet Asian Music Awards        | Best Female Artist                   | Elle-même     | Nomination |
| 2013  | 15e Mnet Asian Music Awards        | Best Dance Performance – Female Solo | "24 Hours"    | Nomination |
| 2014  | 23e Seoul Music Awards             | Bonsang Award                        | "24 Hours"    | Nomination |
| 2014  | 23e Seoul Music Awards             | Popularity Award                     | Elle-même     | Nomination |
| 2014  | 16e Mnet Asian Music Awards        | Best Female Artist                   | Elle-même     | Nomination |
| 2014  | 16e Mnet Asian Music Awards        | Best Dance Performance – Solo,       | "Full Moon"   | Lauréat    |
| 2014  | 4e SBS MTV Best of the Best        | Best Female Solo                     | Elle-même     | Nomination |
| 2015  | 24e Seoul Music Awards             | Bonsang Award                        | "Full Moon"   | Nomination |
| 2015  | 24e Seoul Music Awards             | Popularity Award                     | Elle-même     | Nomination |
| 2015  | 24e Seoul Music Awards             | Hallyu Special Award                 | Elle-même     | Nomination |
| 2015  | 4e Gaon Chart Music Awards         | Song of the Year – February          | "Full Moon"   | Nomination |
| 2016  | 2e Fashionista Awards              | Best Dresser – Female                | Elle-même     | Nomination |
| 2017  | 3e Fashionista Awards              | Best Fashionista – SNS Division      | Elle-même     | Nomination |
| 2017  | 19e Mnet Asian Music Awards        | Best Female Artist                   | Elle-même     | Nomination |
| 2017  | 19e Mnet Asian Music Awards        | Style in Music                       | Elle-même     | Lauréat    |
| 2017  | 19e Mnet Asian Music Awards        | Best Dance Performance – Solo        | "Gashina"     | Nomination |
| 2017  | 9e Melon Music Awards              | Best Dance – Female                  | "Gashina"     | Nomination |
| 2018  | 32e Golden Disc Awards             | Digital Bonsang                      | "Gashina"     | Nomination |
| 2018  | 32e Golden Disc Awards             | Global Popularity Award              | Elle-même     | Nomination |
| 2018  | 27e Seoul Music Awards             | Bonsang Award                        | "Gashina"     | Nomination |
| 2018  | 27e Seoul Music Awards             | Popularity Award                     | Elle-même     | Nomination |
| 2018  | 27e Seoul Music Awards             | Hallyu Special Award                 | Elle-même     | Nomination |
| 2018  | 7e Gaon Chart Music Awards         | Song of the Year – August            | "Gashina"     | Lauréat    |
| 2018  | 15e Korean Music Awards            | Best Pop Song                        | "Gashina"     | Nomination |
| 2018  | 1er MBC Plus X Genie Music Awards, | Artist of the Year                   | Elle-même     | Nomination |
| 2018  | 1er MBC Plus X Genie Music Awards, | Female Artist Award                  | Elle-même     | Nomination |
| 2018  | 1er MBC Plus X Genie Music Awards, | Genie Music Popularity Award         | Elle-même     | Nomination |
| 2018  | 2e Elle Style Awards               | Best Music Icon                      | Elle-même     | Lauréat    |
| 2018  | 3e Asia Artist Awards              | Artist of the Year, Singer           | Elle-même     | Lauréat    |
| 2018  | 3e Asia Artist Awards              | Best Music Award                     | Elle-même     | Lauréat    |
| 2018  | 10e Melon Music Awards             | Top 10 Artists                       | Elle-même     | Nomination |
| 2018  | 20e Mnet Asian Music Awards        | Best Female Artist                   | Elle-même     | Lauréat    |
| 2018  | 20e Mnet Asian Music Awards        | Best Dance Performance – Female Solo | "Siren"       | Nomination |
| 2018  | Korea First Brand Awards           | Most Anticipated Female Solo Singer  | Elle-même     | Nomination |
| 2018  | 1er Korea Popular Music Awards     | Best Artist                          | Elle-même     | Nomination |
| 2018  | 1er Korea Popular Music Awards     | Popularity Award                     | Elle-même     | Nomination |
| 2018  | 1er Korea Popular Music Awards     | Best Digital Song                    | "Siren"       | Nomination |
| 2018  | 1er Korea Popular Music Awards     | Best Solo Dance Track                | "Siren"       | Nomination |
| 2018  | KBS World Awards                   | Best Solo                            | Elle-même     | Nomination |
| 2019  | 33e Golden Disc Awards             | Digital Daesang                      | "Heroine"     | Nomination |
| 2019  | 33e Golden Disc Awards             | Popularity Award                     | Elle-même     | Nomination |
| 2019  | 28e Seoul Music Awards             | Bonsang Award                        | "Siren"       | Nomination |
| 2019  | 28e Seoul Music Awards             | Popularity Award                     | Elle-même     | Nomination |
| 2019  | 28e Seoul Music Awards             | Hallyu Special Award                 | Elle-même     | Nomination |
| 2019  | 8e Gaon Chart Music Awards         | Song of the Year – January           | "Heroine"     | Nomination |
| 2019  | 8e Gaon Chart Music Awards         | Song of the Year – September         | "Siren"       | Nomination |

### Emissions musicales

#### Inkigayo
| Année | Date         | Chanson     |
| ----- | ------------ | ----------- |
| 2014  | 2 mars       | "Full Moon" |
| 2017  | 3 septembre  | "Gashina"   |
| 2017  | 10 septembre | "Gashina"   |
| 2017  | 24 septembre | "Gashina"   |
| 2018  | 28 janvier   | "Heroine"   |
| 2018  | 4 février    | "Heroine"   |
| 2018  | 23 septembre | "Siren"     |

#### M! Countdown
| Année | Date         | Chanson   |
| ----- | ------------ | --------- |
| 2017  | 7 septembre  | "Gashina" |
| 2018  | 25 janvier   | "Heroine" |
| 2018  | 13 septembre | "Siren"   |
| 2018  | 20 septembre | "Siren"   |

#### Show Champion
| Année | Date         | Chanson |
| ----- | ------------ | ------- |
| 2017  | 6 septembre  | Gashina |
| 2018  | 19 septembre | Siren   |

#### Show! Music Core
| Année | Date         | Chanson |
| ----- | ------------ | ------- |
| 2018  | 27 janvier   | Heroine |
| 2018  | 22 septembre | Siren   |

#### Music Bank
| Année | Date         | Chanson |
| ----- | ------------ | ------- |
| 2018  | 21 septembre | Siren   |